# Partei der Kommunisten der Republik Moldau
Die Partei der Kommunisten der Republik Moldau (rumänisch Partidul Comuniștilor din Republica Moldova, PCRM; russisch Партия коммунистов Республики Молдова) ist eine moldauische politische Partei. Es ist die einzige kommunistische Partei, die in einem Nachfolgestaat der Sowjetunion eine Mehrheitsregierung stellte.

## Geschichte
Nach einer Abkehr von den Kommunisten in den 1990er Jahren, den ersten Jahren der moldauischen Unabhängigkeit, gelang der Partei der Kommunisten bei der Parlamentswahl in der Republik Moldau 2001 eine politische Renaissance. Sie gewann über 50 % der Stimmen und aufgrund des Wahlverfahrens (D’Hondt-Verfahren) mehr als zwei Drittel der Parlamentssitze.
Bei den Parlamentswahlen 2005 erhielt sie 46,1 % der abgegebenen Stimmen und 56 Sitze. Sie blieb somit alleinige Regierungspartei und stellte weiterhin den Staatspräsidenten (der Parteivorsitzende Vladimir Voronin), die Regierungschefin (Zinaida Greceanîi) und den Parlamentspräsidenten (Marian Lupu).
Bei den Parlamentswahlen 2009 wurde die kommunistische Regierung wiederum im Amt bestätigt, obwohl zuvor auch aufgrund der schwierigen wirtschaftlichen Lage mit einer Abstrafung der Regierung gerechnet wurde. Die PCRM erhielt 49,5 % der Stimmen und konnte ihre Parlamentsmehrheit so noch ausbauen. Sie verfehlte dabei knapp die zur Wahl des Staatspräsidenten nötige Drei-Fünftel-Mehrheit und ist somit auf mindestens eine Stimme aus den Reihen der Opposition angewiesen, um einen Nachfolger für Vladimir Voronin im Amt des Staatschefs zu wählen. Im Anschluss an die Verkündung der vorläufigen Wahlergebnisse kam es in Chișinău zu gewalttätigen Protesten, die gegen die PCRM gerichtet waren. Bei den darauffolgenden vorzeitigen Neuwahlen erhielt die Partei nur noch knapp 45 % der Stimmen. Bei den Wahlen im November 2010 schließlich sank sie unter die 40 %-Marke. Dennoch stellte die PCRM weiter die größte Fraktion im Parlament. Nachdem sich die PCRM nach 2010 inhaltlich in einigen Bereichen den pro-europäischen Parteien angenähert hatte, verlor die Partei einen Großteil ihrer prominenten Mitglieder und Wähler, die überwiegend zur Partei der Sozialisten der Republik Moldau (PSRM) abwanderten.
Bei den Parlamentswahlen 2014 verlor die PCRM mehr als die Hälfte ihrer Stimmen und erreichte ein Wahlergebnis von nur noch 17,48 %. Sie landete damit auf dem dritten Platz, während die hauptsächlich aus ehemaligen PCRM-Mitgliedern bestehenden Sozialisten (PSRM) mit 20,51 % stärkste Kraft wurden. Anfang 2015 stimmte die PCRM einer Regierungsbildung gemeinsam mit den pro-europäischen Parteien PDM und PLDM zu. Die Koalition zerbrach jedoch bereits nach 100 Tagen als Regierungschef Chiril Gaburici wegen gefälschter Abiturzeugnisse zurücktrat. Seitdem hat die PCRM weiter massiv an Stimmen verloren, insbesondere zugunsten der PSRM.
Bei der Parlamentswahl 2019 setzte sich der Niedergang der Partei fort, die dabei mit nur noch 3,75 % erstmals den Einzug ins Parlament verfehlte. Die PCRM war seitdem nur noch auf kommunaler Ebene mit Mandatsträgern vertreten. Seit der Parlamentswahl 2021 ist die PCRM der Juniorpartner der PSRM.

## Politische Ideologie
Die PCRM wurde und wird teils noch immer dem linken und pro-russischen Parteienspektrum in Moldau zugerechnet. So spricht sie sich für einen Ausbau des Sozialstaats und eine stärkere Rolle der Russischen Sprache aus und tritt vehement für die Eigenstaatlichkeit Moldaus sowie gegen eine weitere Annäherung an Rumänien ein. Einen NATO-Beitritt des Landes lehnt sie bis heute ab. Besonderen Rückhalt fand die PCRM daher lange Zeit bei Russen, Ukrainern und anderen ethnischen Minderheiten. Das Verhältnis der PCRM zu Russland ist jedoch wechselhaft. Bei ihrem erstmaligen Wahlsieg 2001 stoppte die PCRM die Annäherung Moldaus an Rumänien und betrieb zunächst eine enge Zuwendung an Russland. In den folgenden Jahren wurde diese Außenpolitik jedoch revidiert. Es kam während der Regierungszeit der PCRM zwischenzeitlich zu einer deutlichen Verschlechterung der moldauisch-russischen Beziehungen. Die PCRM strebt heute zwar einen EU-Beitritt an, will aber zugleich die wieder relativ guten Beziehungen zu Moskau aufrechterhalten.
In ihrem Wahlprogramm hat die PCRM u. a. folgende Ziele verkündet:
- Eine neue Lebensqualität
- Ökonomische Modernisierung
- Europäische Integration
- Vereinigung der Gesellschaft

## Wahlergebnisse
| Jahr        | Stimmen | Anteil | Mandate  | Platz |
| ----------- | ------- | ------ | -------- | ----- |
| 1998        | 487.002 | 30,0 % | 40/101   | 1.    |
| 2001        | 794.808 | 50,1 % | 71/101   | 1.    |
| 2005        | 716.336 | 46,0 % | 56/101   | 1.    |
| 2009 (Apr.) | 760.551 | 49,5 % | 60/101   | 1.    |
| 2009 (Jul.) | 706.732 | 44,7 % | 48/101   | 1.    |
| 2010        | 677,069 | 39,3 % | 42/101   | 1.    |
| 2014        | 279.372 | 17,5 % | 21/101   | 3.    |
| 2019        | 53.172  | 3,8 %  | 0/101    | 5.    |
| 2021        | 398.675 | 27,2 % | 10/101 1 | 2.    |